# Un día en Culiacán
Un día en Culiacán es una película mexicana estrenada el 11 de abril del año 2024. Escrita y dirigida por el director Mario Siordia, de la mano de la productora mexicana “Te TocaCine”. Con la participación de actores como Armando Hernández como el protagonista, Pancho Estrada como un villano, Lulú Palazuelos como esposa del personaje “el MM”, y demás actores.
La película es enteramente hecha en Sinaloa, estado de México en el cual se llevan a cabo todos los hechos de la película. 
El director Mario Siordia declaró que esta obra es una historia sobre un soldado que durante un enfrentamiento con criminales cae en coma, y al despertar descubre que su hijo y esposa están con el criminal, por lo que buscará sacar a su hijo de la vida del crimen, dejando en el trayecto un gran mensaje sobre la relación padre e hijo, y abordando elementos no antes tocados.

## Sinopsis
“UN DÍA EN CULIACÁN” es una comedia negra que narra la historia de un soldado (Armando Hernández) quien luego de haber caído en coma durante un enfrentamiento contra el poderoso Capo “El MM” (Pancho Estrada) despierta en el 2023 y descubre que su esposa (Lulú Palazuelos) se ha casado con “El MM” y que su hijo Agustín (Efraín Félix) ahora es su lugarteniente, abatido por esta noticia el soldado se pone como última misión rescatar a su hijo Agustín del mundo del crimen. 

## Estreno
"Un día en Culiacán" se estrenó el 11 de abril en las Salas de Cinemex con sede en Los Mochis y Culiacán registrando lleno en varias salas.

## Recepción
La película se colocó entre las películas más vistas a nivel nacional durante su exhibición en Cines de acuerdo con CANACINE.
Esta película es el resultado de la colaboración de un equipo técnico especializado conformado por sinaloenses tales como el director, editor y guionista de la película: Mario Siordia; el director de fotografía, Pablo Carrillo; la primera asistente del director de fotografía, María Sevilla, el director de sonido, Kevin. H Villanueva, quienes estuvieron apoyados por un equipo de trabajo integrado por alumnos y exalumnos de Unidad Académica en Ciencias de la Comunicación de la Universidad Autónoma de Sinaloa.

## Premios
- Premio "Mi Primer Largometraje" en Stockholm City Film Festival
- Premio "Mejor Largometraje" en Avignon International Film Festival (AIFF)
- Premio "Mejor Comedia" en Avignon International Film Festival (AIFF)[5]